# Japanse kathaai
De Japanse kathaai (Apristurus japonicus) is een vis uit de familie van de Pentanchidae en behoort derhalve tot de orde van roofhaaien (Carcharhiniformes). De vis kan een lengte bereiken van 71 centimeter. 

## Leefomgeving
De Japanse kathaai is een zoutwatervis. De vis prefereert diep water en leeft hoofdzakelijk in de Grote Oceaan.

## Relatie tot de mens
De Japanse kathaai is voor de visserij van beperkt commercieel belang. In de hengelsport wordt er weinig op de vis gejaagd. 